# Véléndjak

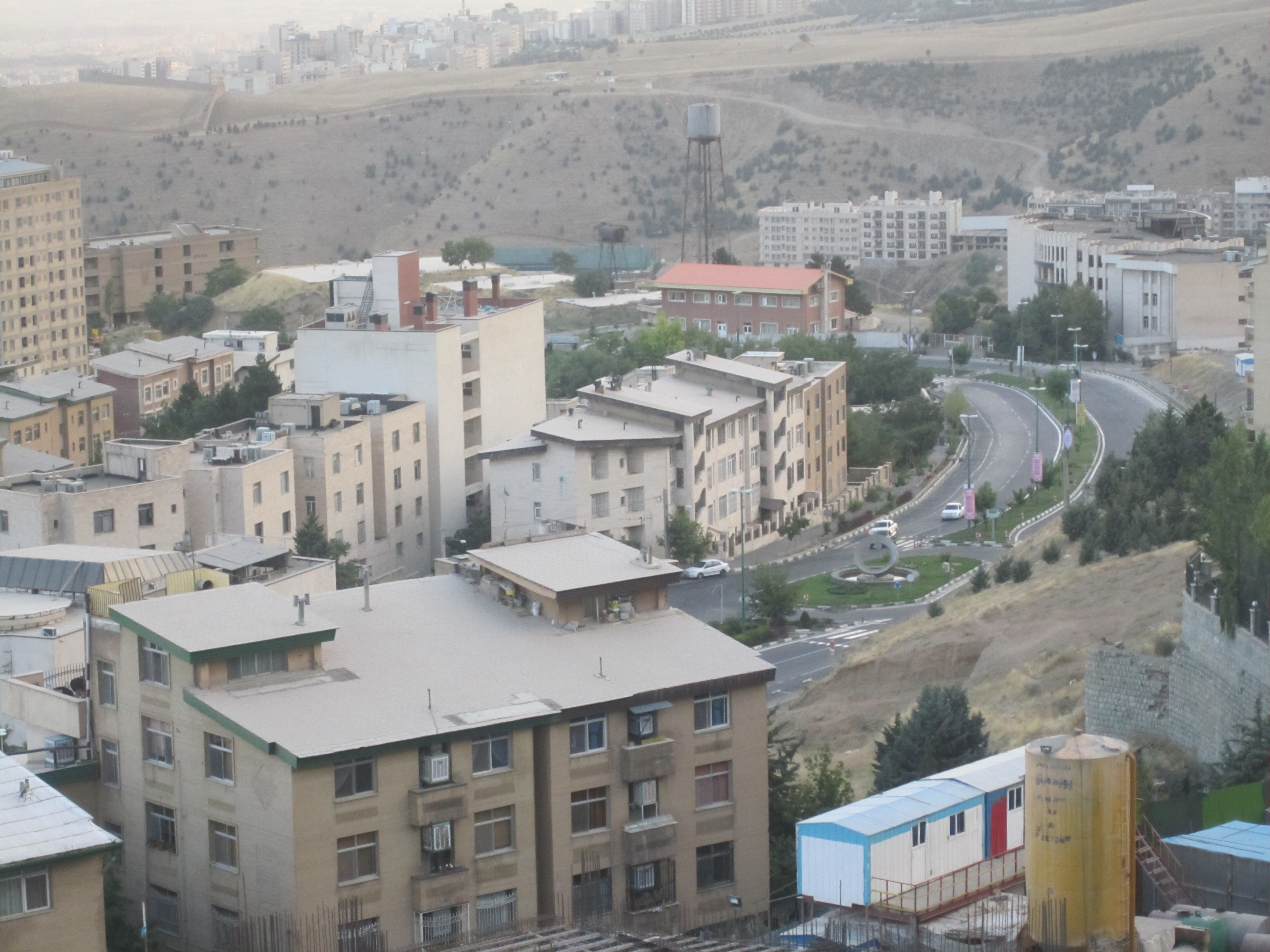
Une vue du nord de Véléndjak.

Véléndjak (en persan : ﻭﻟﻨﺠﻚ) est un quartier du nord-ouest de Téhéran, Iran.
Le quartier est situé sur les pentes de l'Alborz, à proximité du Tochal, la station de ski de Téhéran. Le climat frais et les installations de loisirs en font un quartier très populaire auprès des Téhéranais les fins de semaine (vendredi). 
Plusieurs ambassades sont situées dans ce quartier, dont celles de la Côte d'Ivoire, de l'Algérie et de la Serbie.
L'université Shahid Beheshti et l'université des sciences médicales Shahid Beheshti sont également situées dans ce quartier.